# Красноборов, Иван Моисеевич
Ива́н Моисе́евич Краснобо́ров (1931—2011) — заслуженный деятель науки Российской Федерации (1999), заслуженный деятель науки Республики Тыва, почётный член Русского ботанического общества, почётный член Американского географического общества, крупный специалист в области флористики, систематики высших растений, ботанической географии, один из крупнейших исследователей и организаторов работ по изучению флоры Сибири.

## Биография
Родился в деревне Успенка Емельяновского района Красноярского края в крестьянской семье. После окончания школы поступил на факультет естествознания и химии Красноярского государственного педагогического института, который успешно окончил в 1952 году. В ходе учёбы на него большое влияния оказал профессор кафедры ботаники, исследователь флоры Красноярского края, Леонид Михайлович Черепнин (1906—1961).
Некоторое время работает директором школы в посёлке Мина, собирает гербарий в окрестностях посёлка, делает описание растительных сообществ. Поступил в аспирантуру на кафедру ботаники Красноярского педагогического института и занялся исследованиями Кутурчинского Белогорья в Восточном Саяне, которые вылились в кандидатскую диссертацию «Флора и растительность Кутурчинского Белогорья», успешно защищённую в 1963 году.
Ещё до защиты работа молодого учёного привлекает внимание и в 1962 году по приглашению дирекции Центрального сибирского ботанического садв (ЦСБС) Сибирского отделения Академии наук СССР Иван Моисеевич переезжает из Красноярска в Новосибирск, где и устраивается в ЦСБС младшим научным сотрудником, а в дальнейшем поднявшись по карьерной лестнице до заместителя директора.
Занимается изучением растительности Средней Сибири, большой внимание уделяя Западному Саяну. Ежегодно совершает экспедиции в труднодоступные места региона, продолжая пополнять гербарий. В 1968 году по его инициативе при ЦСБС была создана лаборатория «Гербарий», которую и возглавил Красноборов. Итогом исследований Западного Саяна стала докторская диссертация, успешно защищённая в 1975 году и монография «Высокогорная флора Западного Саяна» (1976 г).
Следующим объектом изучения Ивана Моисеевича стала растительность Тувы. Были тщательно изучены и исследованы самые недоступные уголки региона, коллекция гербария пополнилась более чем 60 000 образцов, одновременно организуются и проводятся крупномасштабные исследования растительности Тувы в целом. Заслуги Красноборова по флоре Тувы были оценены: в 1990 году ему было присвоено звание «Заслуженный деятель науки Республики Тыва».
В дальнейшем занимался изучением флоры и растительности Дальнего Востока, Казахстана и Средней Азии, и конечно Сибири.

## Научная деятельность
Свою жизнь Иван Моисеевич посвятил изучению растительности Северной Азии. Он являлся одним из основателей и крупнейшим коллектором гербария ЦСБС, одного из крупнейших в России. Им было описано 19 новых видов растений.
Являлся автором более 170 научных работ, среди которых важнейшие региональные издания: «Определитель растений Новосибирской области» (2000 г.), «Определитель растений Кемеровской области» (2001 г.), «Определитель растений Алтайского края» (2003 г.), «Определитель растений Ханты-Мансийского автономного округа» (2006 г.). Был членом редколлегии монументального издания «Флора Сибири», а также ответственным редактором I, V и XII томов работы. Участвовал в создании Красных книг ряда сибирских регионов.
Также является автором нескольких учебных пособий для вузов. Был профессоров нескольких сибирских вузов: Новосибирского государственного университета, Новосибирского агроуниверситета, Горно-Алтайского и Абаканского педагогических университетов. Читал курс ботанической географии, под его руководством было написано и защищено 3 докторские и 37 кандидатских диссертаций. Иван Красноборов считается создателем научной школы сибирской флористики.
Он долгие годы был членом оргкомитета по организации и проведению Всесоюзных совещаний по изучению и освоению флоры и растительности высокогорий. Участник XV международного ботанического конгресса в Японии, V международного конгресса ботанических садов в Южной Африке, международной конференции по сложноцветным в Великобритании.

## Виды, названные именем И. М. Красноборова
- Cancrinia krasnoborovii Khanm., 1983 — Канкриния Красноборова
- Saussurea krasnoborovii S.V.Smirn., 2004 — Соссюрея Красноборова
- Taraxacum krasnoborovii Krasnikov, 1998 — Одуванчик Красноборова
- Myosotis krasnoborovii O.D.Nikif. & Lomon., 2005 — Незабудка Красноборова
- Glycyrrhiza krasnoborovii Grankina, 1984 — Солодка Красноборова
- Poa krasnoborovii Stepanov, 1994 — Мятлик Красноборова
- Veronica krasnoborovii Kosachev & Shaulo, 2013 — Вероника Красноборова